# Nicola Malinconico
Nicola Malinconico (né à Naples le 3 août 1663, où il est mort le 25 mars 1726) est un peintre italien de la fin du XVIIe et du début du XVIIIe siècle de la fin de la période baroque, se rattachant à l'école napolitaine.

## Biographie

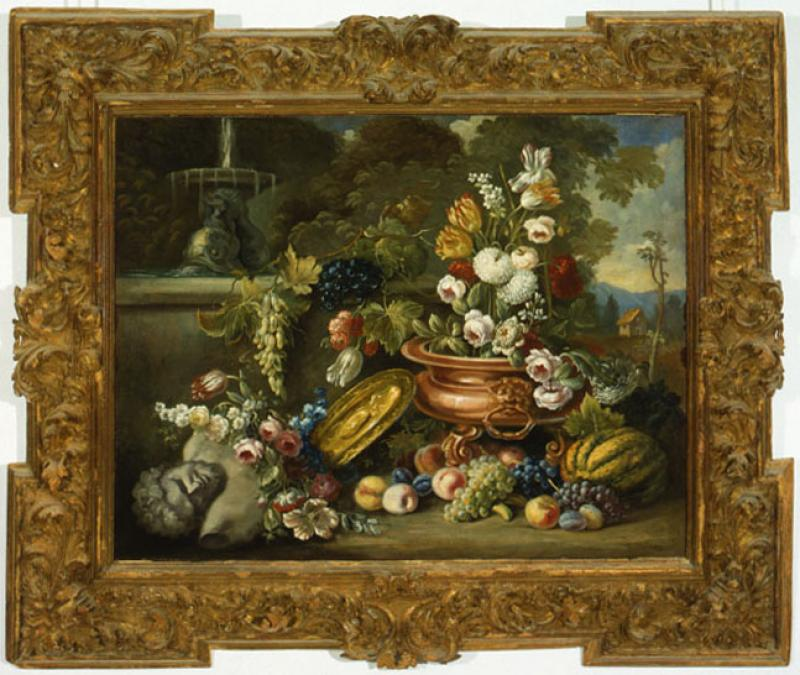
Nicola Malinconico, nature morte, huile sur toile, Pinacothèque de Bari.

Nicola Malinconico est un  peintre de l'école napolitaine décrit comme un suiveur de Luca Giordano, qui  a surtout peint des toiles religieuses. Il peint les retables de la chapelle  de l'église de S. Michele Arcangelo à Anacapri ainsi que des natures mortes rappelant le travail de Pietro Paolo Bonzi et Paolo Porpora.
Vers 1700, il reçoit une commande de l'évêque Oronzo Filomarino afin de décorer la cathédrale de Gallipoli dans la province de Lecce. Il achève les grandes fresques de la contre-façade : le Christ chasse les prêteurs du temple, L'Entrée de Jésus à Jérusalem, Le Miracle de l'infirme, La Sépulture de sainte Agathe. Au plafond, il peint Sainte Agathe arrêtant l'éruption du volcan Etna ; Sainte Agathe rendant visite à saint Pierre en prison ; la Gloire de sainte Agathe ; Procès et condamnation de sainte Agathe (1715) ainsi que Le Martyre de saint Sébastien. Un deuxième cycle de peintures a été réalisé avec l'aide de son fils Carlo.

## Œuvres

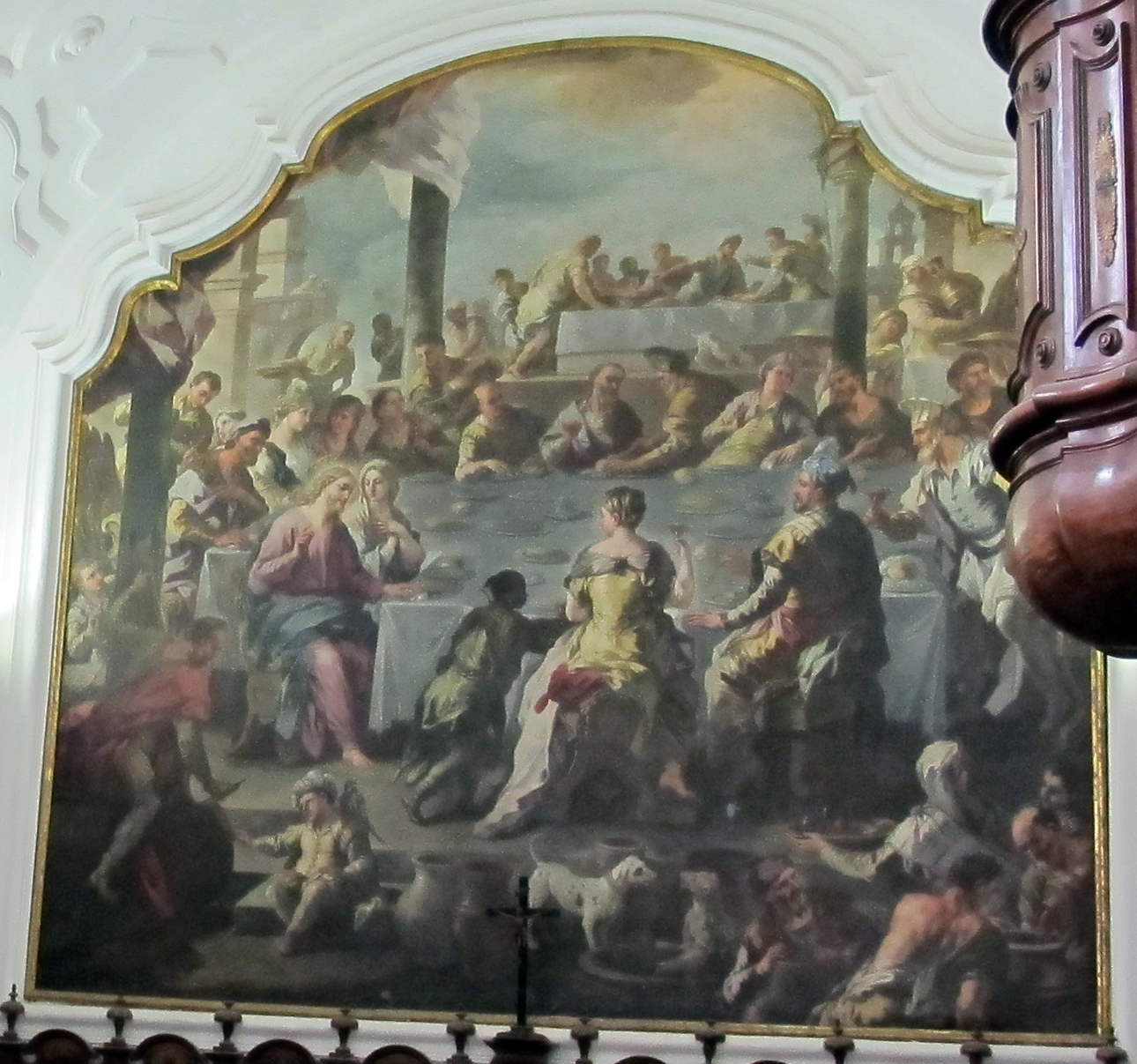
Les Noces de Cana (1724), réfectoire de l'ancienne chartreuse Saint-Martin de Naples.

- Santa Rosalia eremita, huile sur toile (142 × 117 cm), (1710-1720) Museo Diocesano (Palerme).
- La Communion de saint Bernard, église S. Croce de Lucques.
- Josué arrête le soleil, Pinacothèque de Brera, Salle 34 (Milan).
- Le Transport de la Sainte Arche, Pinacothèque de Brera, Salle 34 (Milan)
- La Nativité de la Vierge, huile sur toile (240 × 156 cm), Sanctuaire Madonna della Catena, Cassano all'Ionio (Cosenza).
- Saint Charles Borromée, église de Santa Maria della Mercede et Sant'Alfonso Maria de' Liguori de Naples.
- L'Entrée de Jésus à Jérusalem, fresque, église Santa Maria Donnalbina de Naples.
- Les Noces de Cana (1724), réfectoire de l'ancienne chartreuse Saint-Martin de Naples.